# مايكل جونسون
أدلبرت آدم مايكل جونسون (بالإنجليزية: Michael Duane Adalbert Adam Johnson) عداء أمريكي سابق، ولد في 13 سبتمبر 1967 في دالاس. يعتبر أحد أفضل عدائي المسافات القصيرة التي عرفها التاريخ بحصوله على أربعة ألقاب في دورة الألعاب الأولمبية، تسعة ألقاب في بطولة العالم، والرقم القياسي العالمي في 400 م (43 ق 18). كما أنه احتكر لمدة اثني عشر عاما الرقم القياسي العالمي في 200 م (19 ث 32) قبل أن يحطمه في 20 أغسطس 2008 الجامايكي يوسين بولت ب 19 ث 30. من الأمور الذي ظلت لصيقة بهذا العداء طريقته المميزة في العدو، إذ كان يجري بطريقة مستقيمة قل نظيرها على مستوى العالم. عندما فاز في أولمبياد أتلانتا بسباقي مائة متر وأربعمائة متر، اعتبره الفنيون إنجاز القرن العشرين نظراً للاختلاف الجوهري فنياً بين المسابقتين.

## بدايته

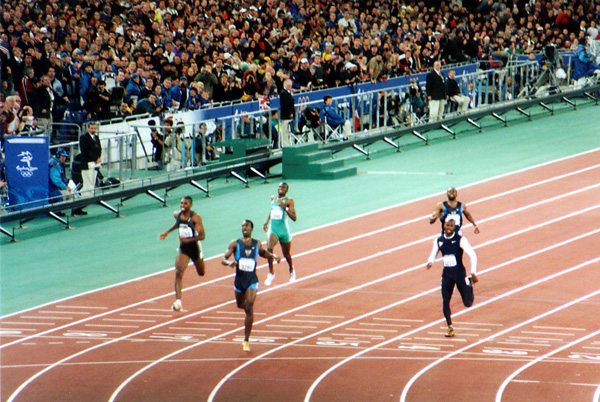
مايكل جونسون يحقق الفوز في نهائي سباق 400 متر للرجال عام 2000

أبهر المدرب (كلايت هارت) الذي اكتشفه عندما كان طالباً جامعياً، فحوله إلى بطل عام 87، وعندما أقحمه المدرب لدعم فريق التتابع، فاجأ الجميع بتسجيل عشرين ثانية و41 جزءاً مئوياً في مسافة مائتي متر، وهو رقم جامعي، وتهيأ له الانضمام إلى لائحة المنتخب الأميركي عام 88 استعداداً لأولمبياد سول إلا أن الإصابة حرمته من بلوغ مبتغاه رغم أنه كان حقق وقتاً مميزاً قبل ذلك عندما قطع مسافة 200 متر في عشرين ثانية و7 أجزاء مئوية، وكذلك 45 ثانية و23 جزء مئوي في 400 متر، لكنه حقق نجاح مهم عام 90 عندما نزل تحت حاجز العشرين ثانية في سباق مائتي متر، كما نزل تحت حاجز الـ45 ثانية في سباق 400 متر، وتواصلت الانتصارات للبطل في سباق 400 متر، وتواصلت الانتصارات للبطل الجديد بأسلوبه المميز وطريقته الفريدة في طي الأمتار بسرعة البرق، وعندما نجح خلال التجارب الإعدادية للمنتخب الأميركي قبل أوليمبياد أتلاتنا في تحطيم الرقم العالمي لسباق 100 متر والذي كان يملكه الإيطالي بترو مينيا قاطعاً المسافة في 19 ثانية و66 جزءاً مئوي، كما حقق إنجازه الفريد وجمع بين السباقين، وحطم في بطولة العالم في إشبيلية عام 99 الرقم العالمي لسباق 400 متر والذي كان يملكه مواطنه هاري بوبش وهو رقم صمد لمدة 11 عاماً، وقد قطع جونسون المسافة في 43 ثانية و29 جزء مئوي، ورغم الاصابات التي لحقته في العام 2000، فقد تمكن من فرض نفسه في أوليمبياد سيدني.

### مرحلة التدريب
حط مايكل جونسون رحاله في بكين سنة 2004 وبدأ مهمة تأهيل العدائين الصينيين للمشاركة في اولمبياد اثينا. قدم خلالها النصائح الفنية والنظرية للعدائين الصينيين لتحسين مستواهم ورفع قدرتهم على المنافسة.

## روابط خارجية
- مايكل جونسون على موقع IMDb (الإنجليزية)
- مايكل جونسون على موقع الموسوعة البريطانية (الإنجليزية)
- مايكل جونسون على موقع إن إن دي بي (الإنجليزية)
- مايكل جونسون على موقع قاعدة بيانات الفيلم (الإنجليزية)

- مايكل جونسون على موقع الاتحاد الدولي لألعاب القوى (الإنجليزية)
- مايكل جونسون على موقع الاتحاد الأمريكي لسباقات المضمار والميدان (الإنجليزية)
- مايكل جونسون على موقع الاتحاد الأمريكي لسباقات المضمار والميدان، قاعة المشاهير (الإنجليزية)
- مايكل جونسون على موقع اللجنة الأولمبية الدولية (الإنجليزية)
- مايكل جونسون على موقع أوليمبيديا (الإنجليزية)